# 송이우
송이우(본명: 송선희, 1984년 6월 10일 ~ )는 대한민국의 배우다.

## 학력
- 전주예술고등학교 연극연예
- 서울예술대학 방송연예과

## 연기 활동

### 드라마
- 2006년 SBS 월화드라마 《천국보다 낯선》
- 2006년 KBS2 수목드라마 《황진이》 ... 앵두 역
- 2007년 SBS 월화드라마 《내 남자의 여자》 ... 허진주 역
- 2007년 SBS 월화드라마 《왕과 나》 ... 박나인 역
- 2008년 SBS 일일드라마 《애자 언니 민자》 ... 한세아 역
- 2010년 SBS 월화드라마 《괜찮아, 아빠딸》 ... 조아라 역
- 2014년 MBC 월화드라마 《야경꾼 일지》 ... 중전 민씨 역 (특별출연)
- 2014년 MBC 아침드라마 《폭풍의 여자》 ... 장미영 역
- 2015년 OCN 주말드라마 《아름다운 나의신부》 ... 윤민수 부인 역
- 2021년 KBS1 일일드라마 《속아도 꿈결》 ... 윤아 역
- 2022년 티빙 금요드라마 《장미맨션》 ... 한미연 역

### 영화
- 2003년 《은장도》 ... 인혜 역
- 2013년 《7번방의 선물》 ... 여자 아나운서 역 (우정출연)
- 2023년 《범죄도시 3》 ... 정사장 역 (첫 천만영화)